# نافرای
نافرای جماعت و شهرکی در شمال غربی تاجیکستان است که در ناحیهٔ استروشن ولایت سغد قرار دارد. جمعیت این جماعت ۷٬۳۴۳ نفر است.